# H·喬治·弗雷德里克森
H·喬治·弗雷德里克森（英語：H. George Frederickson，1934年7月17日—2020年7月24日），美國公共行政學家，出生於爱达荷州的特溫福爾斯。他的領域是公共管理，對公共事務、公共管理理論、多層次治理體系和美國地方政府特別感興趣。1977年至1978年，擔任美國公共行政學會會長。
弗雷德里克森在2020年7月24日於堪薩斯州的勞倫斯去世，享壽86歲。